# Mónika Juhász Miczura
Mónika Juhász Miczura, znana także jako Mitsou lub Mitsoura (ur. 3 listopada 1972 w Berettyóújfalu) – węgierska piosenkarka pochodzenia romskiego.

## Życiorys
Mónika Juhász Miczura dorastała w Békéscsabie w południowo-wschodnich Węgrzech, niedaleko granicy z Rumunią. Jako dziecko uczyła się tradycyjnych pieśni i tańców romskich od matki, która była ambitną śpiewaczką. Uczęszczała do szkoły podstawowej im. Mihály'ego Horvátha (węg. Horváth Mihály Általános Iskolá) w Szentes i gimnazium im. Martosa Flóra (węg. Martos Flóra Gimnázium) w Budapeszcie. Miała swój pierwszy występ na scenie w wieku szesnastu lat na konkursie talentów w gimnazjum.
Po przeprowadzce do Budapesztu, spotkałla Jenő Zsigó, lidera grupy Ando Drom, który przekonał ją, by dołączyła do tego zespołu jako piosenkarka, do którego należała przez osiem lat.

## Dyskografia
Źródła:
- AndoDrom - Kaj Phirel O Del - 1995.
- Chico And The Gipsyes - Vagabundo - 1996.
- László Dés / Péter Geszti - A Dzsungel Könyve - 1996. (BMG)
- AndoDrom - Gypsy Life On The Road - 1997.
- AndoDrom - Phari Mamo - 1997.
- GadjoDilo - Original Soundtrack - 1997.
- Bratsch - Rien Dans Les Poches - 1998.
- Gypsy Queens - Compilation - 1999.
- László Dés - Akasztottak - 1999.
- Vengo - Original Soundtrack - 2000.
- Global Vocal Meeting - 2000.[8]
- Swing - Original Soundtrack - 2001.
- Besh o Drom - Nekemtenemmutogatol - 2002.
- Mitsoura - Mitsoura - 2003.
- Besh o Drom - Gyí - 2004.
- Besh o Drom - Ha megfogom az ördögöt - 2005.
- Fanfare Ciocarlia - The Gypsy Queens And Kings - 2007.
- Mitsoura - DuraDuraDura - 2008.[9]
- Hans-Erik Philip - And Other Dreams - 2012.

## Filmografia
Źródła:
- Meddő (reż. Tamás Almási) - 1995.
- Érzékek Iskolája (reż. András Sólyom) - 1996.
- Gadjo Dilo (reż. Tony Gatlif) - 1997.
- Tusindfryd (reż. Vibeke Gad) - 1998.
- Je suis né d'une cigogne (reż. Tony Gatlif) - 1999.
- Akasztottak (reż. Péter Gothár) - 1999.
- Vengo (reż. Tony Gatlif) - 2000.
- Swing (reż. Tony Gatlif) - 2001.
- Kísértések (reż. Zoltán Kamondi) - 2002.
- Zafir (reż. Malene Vilstrup) - 2003.
- Kelj fel és járj! (reż. Zsolt Balogh) - 2007.
- A Hópárduc talpra áll (reż. András Kollmann) - 2011.
- Two Shadows (reż. Greg Cahill) - 2012.